# 堕落之海
《堕落之海：地中海史研究》（英語：The Corrupting Sea: A Study of Mediterranean History）是英国历史学家佩里格林·霍登和尼古拉斯·珀塞尔合著的历史书，主题为地中海的历史，2000年由Wiley-Blackwell出版社出版。